# Clewiston
Clewiston is een plaats (city) in de Amerikaanse staat Florida, en valt bestuurlijk gezien onder Hendry County.

## Demografie
Bij de volkstelling in 2000 werd het aantal inwoners vastgesteld op 6460. In 2006 is het aantal inwoners door het United States Census Bureau geschat op 7281, een stijging van 821 (12,7%).

## Geografie
Volgens het United States Census Bureau beslaat de plaats een oppervlakte van 12,2 km², waarvan 12,1 km² land en 0,1 km² water.

## Plaatsen in de nabije omgeving
De onderstaande figuur toont nabijgelegen plaatsen in een straal van 32 km rond Clewiston.